# 严元章
严元章（1909年—1996年7月27日），中国广东四会县人，终身未婚，献身教育工作，新马教育家。

## 生平
金陵大学文学士(1931)；中山大学教育硕士(1939)；伦敦大学哲学博土(1951)，四会中学校长(1931-32)。广州国光中学教务主任(1932-36)。中山大学教育研究所研究员，同校研究院办公室主任，师范学院副教授兼管训部主任(1939-47)。南宁师范学院教授兼教务主任(1948)。
1948年9月，接受英国文化協会奖学金，前往英国留学三年。1951年底东归，在新马投入教育工作，共计十五年。在新马期间，曾任槟城韩江中学教务主任(1952)，麻坡中化中学副校长(1953-54)，峇株吧辖华侨（现为峇株巴辖华仁中学）中学校长(1955-59)，新加坡南洋大学教授兼文学院院长、学生福利委员会主席、教育学系主任(1960-65)。此外、曾任教总教育顾问多年；及后且因维护教总，于1962年被马来亚政府禁止再入境。
至1965年转赴香港，在中文大学教育学院任讲师。1970年退休。退休以后，定居香港，从1975年起，曾先后发表以『新中国的思想问题』为主题的论文四篇，分为文化篇、经济篇、政治篇及社会篇。1982年起，把几十年来在教育文献的参考，教育工作的领悟，与教育理论的探索，整理出一套教育思想；于1984年9月出版，题为《教育论》。

## 评价
沈慕羽先生尊称其为教总的孔明：
|    | 说起严元章博士与教总的关系，我可说他是教总的孔明。说起他与华教的关系，我说他是华教的一盏明灯。 当五十年代初期政府有意采纳巴恩斯报告书作为起草拉刹报告书之蓝本时，华教亮起红灯，我们为争取应得之权利，极需要一位智多星作为军师。 很幸运的严博士受聘于槟城韩江中学，乐意拔刀相助。教总如鱼得水，大家额首称庆。 |
| —— | |